# Pulau Panjang (ö i Indonesien, Banten)
Pulau Panjang är en ö i Indonesien.   Den ligger i provinsen Banten, i den västra delen av landet, 80 km väster om huvudstaden Jakarta. Arean är 6,7 kvadratkilometer.
Terrängen på Pulau Panjang är mycket platt. Öns högsta punkt är 15 meter över havet. Den sträcker sig 2,8 kilometer i nord-sydlig riktning, och 3,4 kilometer i öst-västlig riktning.